# Koolhoven F.K.54
Il Koolhoven F.K.54 fu un aeroplano monomotore da trasporto civile ad ala alta sviluppato dall'azienda aeronautica olandese Koolhoven negli anni trenta del XX secolo, e rimasto alla stadio di prototipo.

## Storia del progetto
Per esaudire una richiesta di Mr. Van't Groenewoud, uno dei revisori dei conti della NV Koolhoven, il proprietario Frederick Koolhoven elaborò il progetto di un nuovo aereo da turismo, che fu designato internamente F.K.54. Sebbene già nel gennaio 1937 il prototipo avesse ottenuto l'immatricolazione civile PH-APR, esso non effettuò il primo volo fino all'autunno del 1938, a causa del crescente impegno dell'azienda nella costruzione di aerei militari.

## Descrizione tecnica
Aereo da turismo, monoplano monomotore.  La configurazione alare verteva su un'ala alta, dotata di pianta rastremata e estremità arrotondate. Essa era collegata alla fusoliera su ogni lato da una coppia di montanti attaccati con dei puntoni sia ai longheroni alari che ai correntini più bassi della fusoliera.
La fusoliera, posizionata a livello dell'ala inferiore, era costruita in tubi d'acciaio e rivestita in tela. L'impennaggio di coda era del tipo classico monoderiva, dotato di piani orizzontali non controventati posti sopra la parte terminale della fusoliera, così come il timone che aveva la sommità arrotondata.
Nella cabina di pilotaggio trovava posto il pilota e due passeggeri. Ad essa si accedeva tramite una porta posta sul lato destro della fusoliera.
Il carrello d'atterraggio era triciclo posteriore retrattile, con la ruote principali che rientravano all'interno della fusoliera tramite un sistema idraulico, e si posizionavano sotto i sedili dei passeggeri. Lunghe porte ricurve, incernierate orizzontalmente, racchiudevano le ruote e le gambe del carrello.
All'estremità della fusoliera vi era il ruotino d'atterraggio.
L'aereo era biposto dotato di una cabina di pilotaggio ad abitacoli chiusi, posti in tandem, destinati al pilota e all'istruttore.
La propulsione era assicurata da un motore in linea de Havilland Gipsy Major a 4 cilindri invertiti, raffreddati ad aria, erogante la potenza di 180 CV (104 kW) ed azionante un'elica bipala.

## Impiego operativo
Gli impegni produttivi relativi ai velivoli militari impedirono a Koolhoven di risolvere i problemi emersi nel meccanismo di retrazione del carrello di atterraggio. Il velivolo fu confinato in un angolo di un hangar dello stabilimento di Waalhaven, dove andò distrutto nel corso del bombardamento aereo effettuato dalla Luftwaffe nelle fasi iniziali dell'invasione tedesca dei Paesi Bassi, il 10 maggio 1940.